# 于茂
于茂（？—？），字時俊，山東寧海州（今山東牟平區）人。明朝政治人物。

## 生平
成化二十年（1484年）甲辰科進士，選授行人司行人，轉監察御史，陞陝西兵備副使。因功訐都御史周季麟，降調福建泉州府同知，不久，陞平陽府知府。歷陞陝西按察司僉事。民國《牟平縣志》有傳。